# Bomba ślepa cementowa 6 kg
Bomba ślepa cementowa 6 kg – polska bomba ćwiczebna wagomiaru 6 kg skonstruowana około 1929 roku.
Bomba ślepa 6 kg miała kroplowy korpus wykonany z cementu z zamocowanymi na jednym końcu czterema brzechwami. Wzdłuż osi bomby biegła blaszana rura zakończona z tyłu korkiem, a z przodu obsadą zapalnika. Bomba była uzbrajana prostym zapalnikiem uderzeniowym za którym znajdował się ładunek 0,2 kg prochu czarnego. Na wysokości środka ciężkości bomby znajdowała się metalowa obejma posiadająca rozmieszczone pod kątem 180° uszko i grzybek umożliwiające podwieszenie bomby na wyrzutnikach różnej konstrukcji. W chwili upadku wybuch prochu powodował powstanie obłoku dymu umożliwiającego obserwację miejsca upadku z wysokości do 4000 m.